# Team Gold
Team Gold is een internationale schaatsploeg rondom langebaanschaatser Miho Takagi. Trainer/coach is Johan de Wit. Technische staf doet Shane Williamson samen met krachttrainer en inspanningsfysioloog Jeroen Rietvelt.

## Achtergrond
In juni 2022 werd bekend dat De Wit de privétrainer wordt van Takagi met de bedoeling de renderende aanpak te continueren. Eind 2022 trainde Takagi vier dagen mee met Team FrySk in Leeuwarden.
Op 17 april 2023 werd bekend dat Team Gold rondom Takagi is opgebouwd met meerdere internationale rijders waaronder Ayano Sato en Yuma Murakami, een staf met zowel sporttechnische als medische begeleiding en de juiste trainingsfaciliteiten. Het team bestaat uit schaatsers die hun eigen route bekostigen. Team Gold betaalt niemand, maar zorgt voor de faciliteiten. Op 27 augustus 2023 werd bekend dat er twee Chinese rijders bijgevoegd zijn.In 2024 is het team verder uitgebreid met meerdere Aziatische topschaatsers (middenafstand / sprint) en is de staf uitgebreid met meerdere Nederlandse stafleden waaronder een marketing specialist / woordvoerder en een voedings- en diagnostiek deskundige.

## 2024-2025
De ploeg bestaat uit de volgende langebaanschaatsers:
| Naam        | Specialisatie                   | Naam          | Specialisatie      |
| ----------- | ------------------------------- | ------------- | ------------------ |
| Miho Takagi | 500, 1000, 1500 en 3000 meter   | Yuma Murakami | 500 meter          |
| Ayano Sato  | 1500, 3000 meter, achtervolging | Ning Zhongyan | 1000 en 1500 meter |
| Han Mei     | 1000, 1500 en 3000 meter        | Kim Min-seok  | 1000 en 1500 meter |